# Eleutherodactylus barlagnei
Espèce
Statut de conservation UICN

 EN B1ab(iii)+2ab(iii) : En danger
Eleutherodactylus barlagnei est une espèce d'amphibiens de la famille des Eleutherodactylidae.

## Répartition
Cette espèce est endémique de la Basse-Terre en Guadeloupe. Elle se rencontre du niveau de la mer jusqu'à 1 400 m d'altitude.

## Description
Les femelles mesurent jusqu'à 32 mm.

## Étymologie
Cette espèce est nommée en l'honneur de Patrice Barlagne.

## Publication originale
- Lynch, 1965 : A new species of Eleutherodactylus from Guadeloupe, West Indies. Breviora, no 220, p. 1-7 (texte intégral).